# Природа зверя (фильм, 1995)
«Природа зверя» (англ. The Nature of the Beast; другое название — «Отчаянная компания») — американский художественный фильм 1995 года, триллер режиссёра Виктора Сальвы.

## Сюжет
1993 год. В придорожном кафе, расположенным рядом с крупным шоссе, встречаются двое мужчин. Одного зовут Джек Повелл, он автомобилист, едущий по своим делам, а другой — Эдриан, человек, путешествующий автостопом. В дальнейшем выясняется, что один из них ограбил казино в Лас-Вегасе, украв кругленькую сумму — миллион долларов, а другой серийный убийца, о котором постоянно объявляют в выпуске новостей по радио. Однако сущность зверя раскроется лишь в самом конце фильма…

## В ролях
| Актёр          | Роль         |
| -------------- | ------------ |
| Эрик Робертс   | Эдриан       |
| Лэнс Хенриксен | Джек Повелл  |
| Брайон Джеймс  | шериф Гордон |
| Виктор Сальва  | в эпизодах   |